# 루트 비어

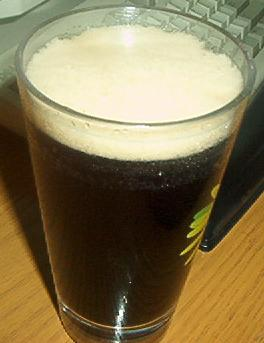
루트 비어

루트비어(root beer)는 새서프래스(sassafras)를 비롯한 식물의 뿌리로 만드는 갈색 빛깔의 미국식 탄산 음료이다. 이 음료는 알코올 성분이 없다.

## 같이 보기
- 맥주